# Asparagopsis
Asparagopsis Montagne in Barker-Webb & Berthelot, 1840  é o um gênero de algas vermelhas pluricelulares da família Bonnemaisoniaceae.

## Sinonímia
- Falkenbergia Schmitz, 1897
- Lictoria J. Agardh, 1841

## Espécies
Atualmente 3 espécies são consideradas taxonomicamente válidas:
- Asparagopsis armata Harvey, 1855 (= Falkenbergia rufolanosa (Harvey) F. Schmitz, 1897)
- Asparagopsis svedelii W.R. Taylor, 1945
- Asparagopsis taxiformis (Delile) Trevisan de Saint-Léon, 1845 (= Asparagopsis delilei Montagne, 1841)